# Notenpult

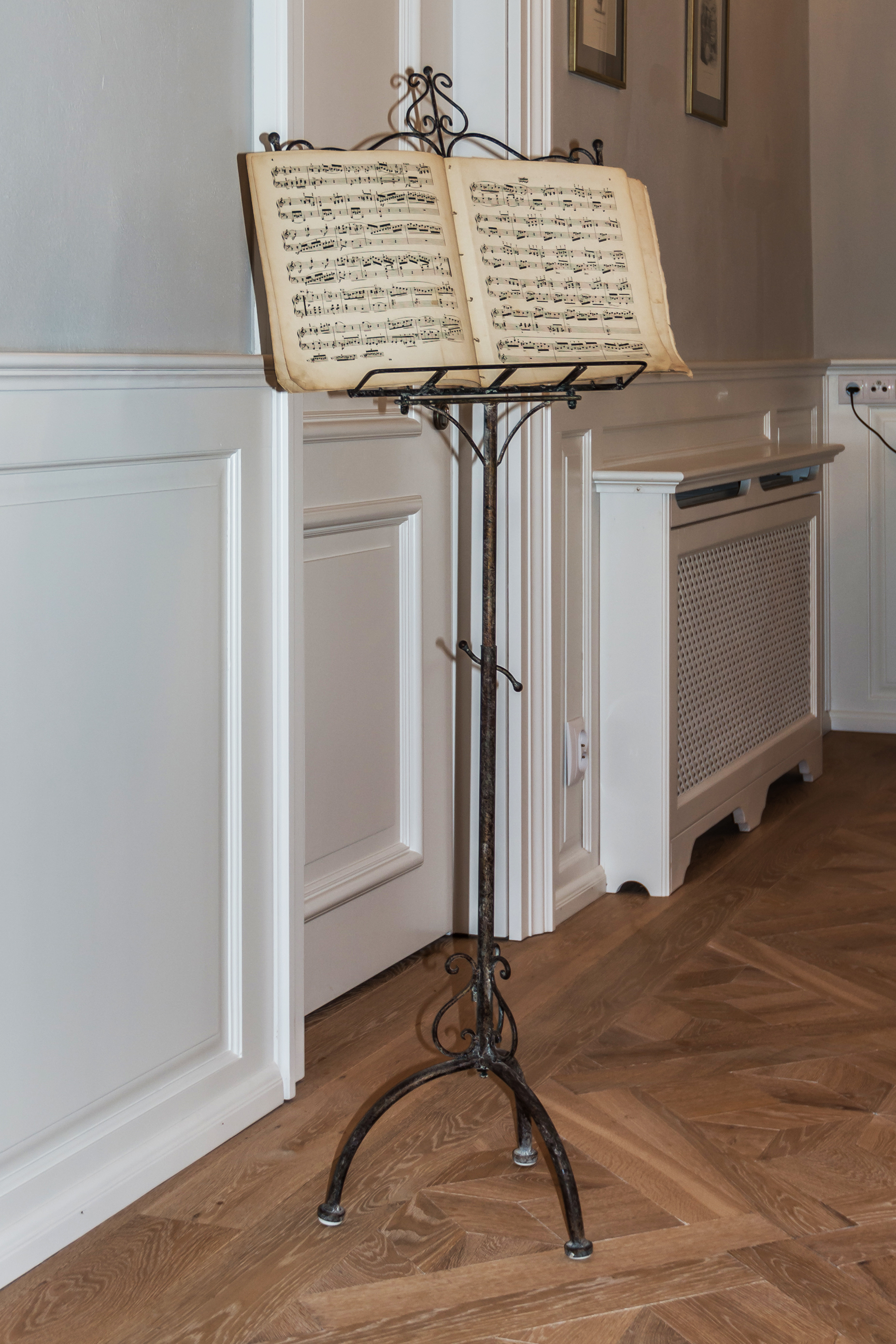
Klassisches Pult aus Metall

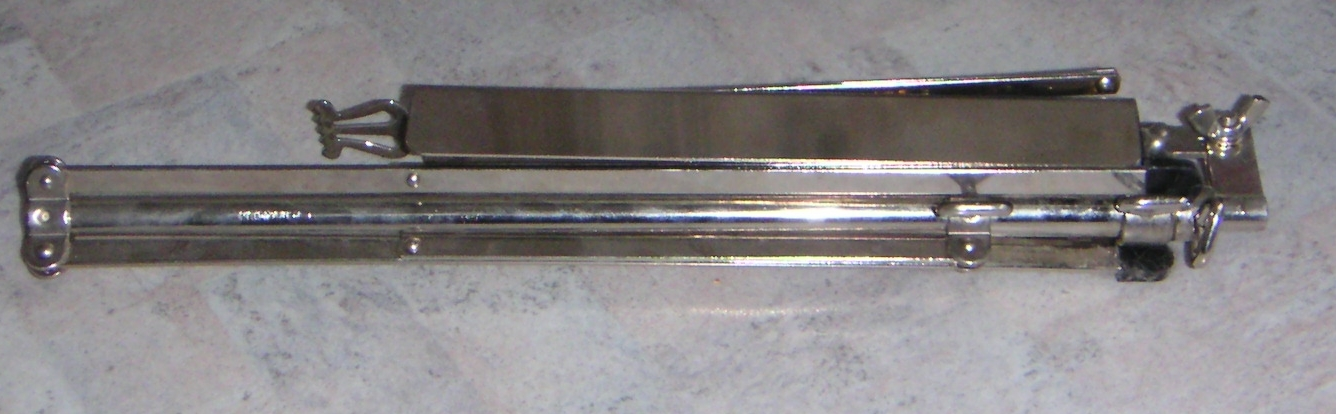
Zusammengefalteter Notenständer

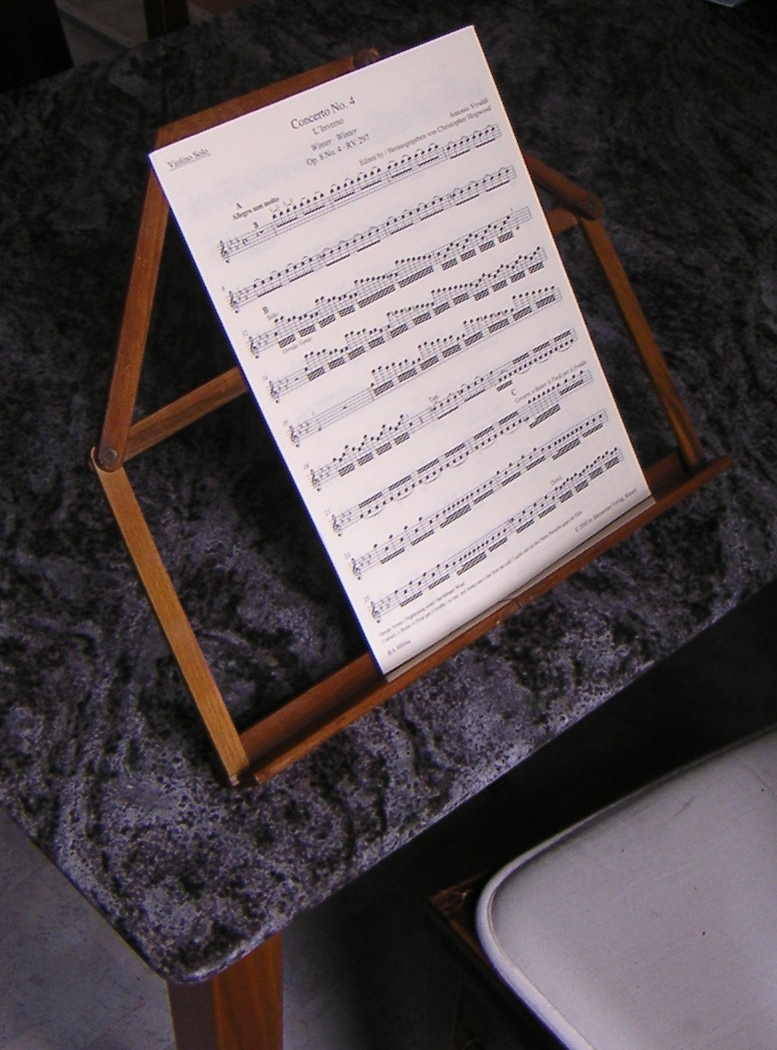
Tischnotenständer

Ein Notenpult (auch Notenständer) ist ein Pult, das zum Ablegen von Musiknoten dient.

## Aufbau
Die meisten Notenpulte bestehen aus einem Bein, das, einem Stativ ähnlich, auf üblicherweise drei Füßen steht. Darauf ist die Notenablage befestigt, ein schräges Brett oder Gitter, an dessen unterem Ende eine Fläche im rechten Winkel ansetzt, um die Noten aufstellen zu können. Die Höhe des Beines ist oftmals teleskopartig verstellbar, um den Notenständer der Körpergröße des Musikers anzupassen, bzw. sowohl im Stehen wie auch im Sitzen spielen zu können. Der Neigungswinkel der Ablagefläche ist zwischen waagerecht und senkrecht veränderbar. Viele Notenständer sind zusätzlich mit einer Federklemme ausgerüstet, um das Herunterfallen der Noten zu verhindern.
Im Laufe der Geschichte entstanden verschiedene Formen von Pulten. Beliebt waren vor allem Gestelle mit mehreren Ablagen auf einem Bein, wie Duo-, Trio- oder Quartett-Notenständer. Letzterer wurde zumeist in einer niedrigen Variante hergestellt, da er vor allem für Streichquartette konzipiert war, die im Sitzen musizieren.

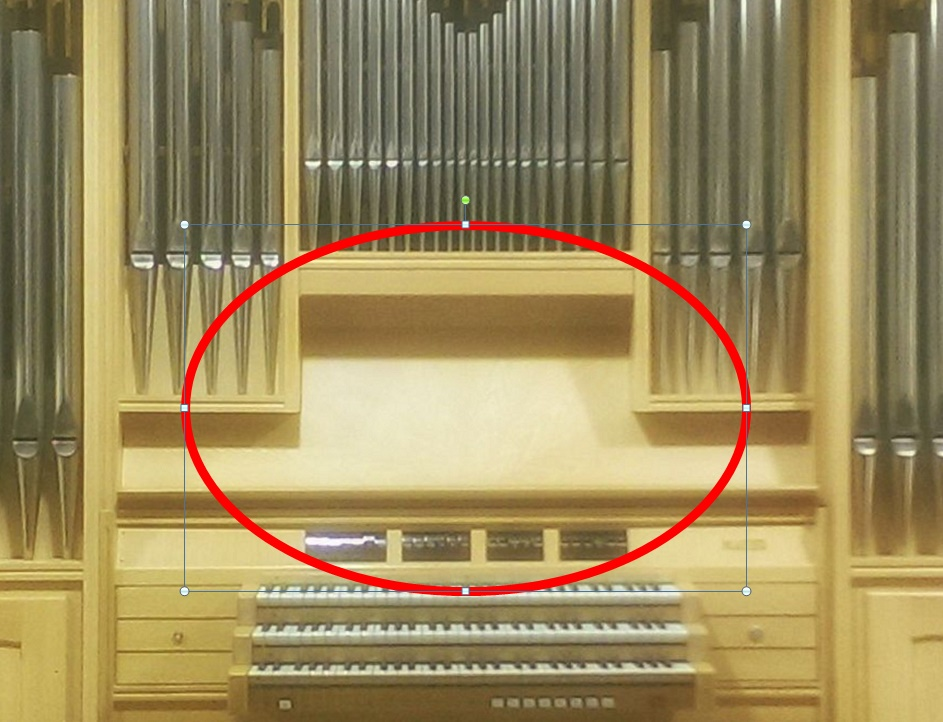
Hier ist die Notenablage in den Orgelprospekt integriert

Auf Tasteninstrumenten ist über der Klaviatur ein fixiertes Pult angebracht.

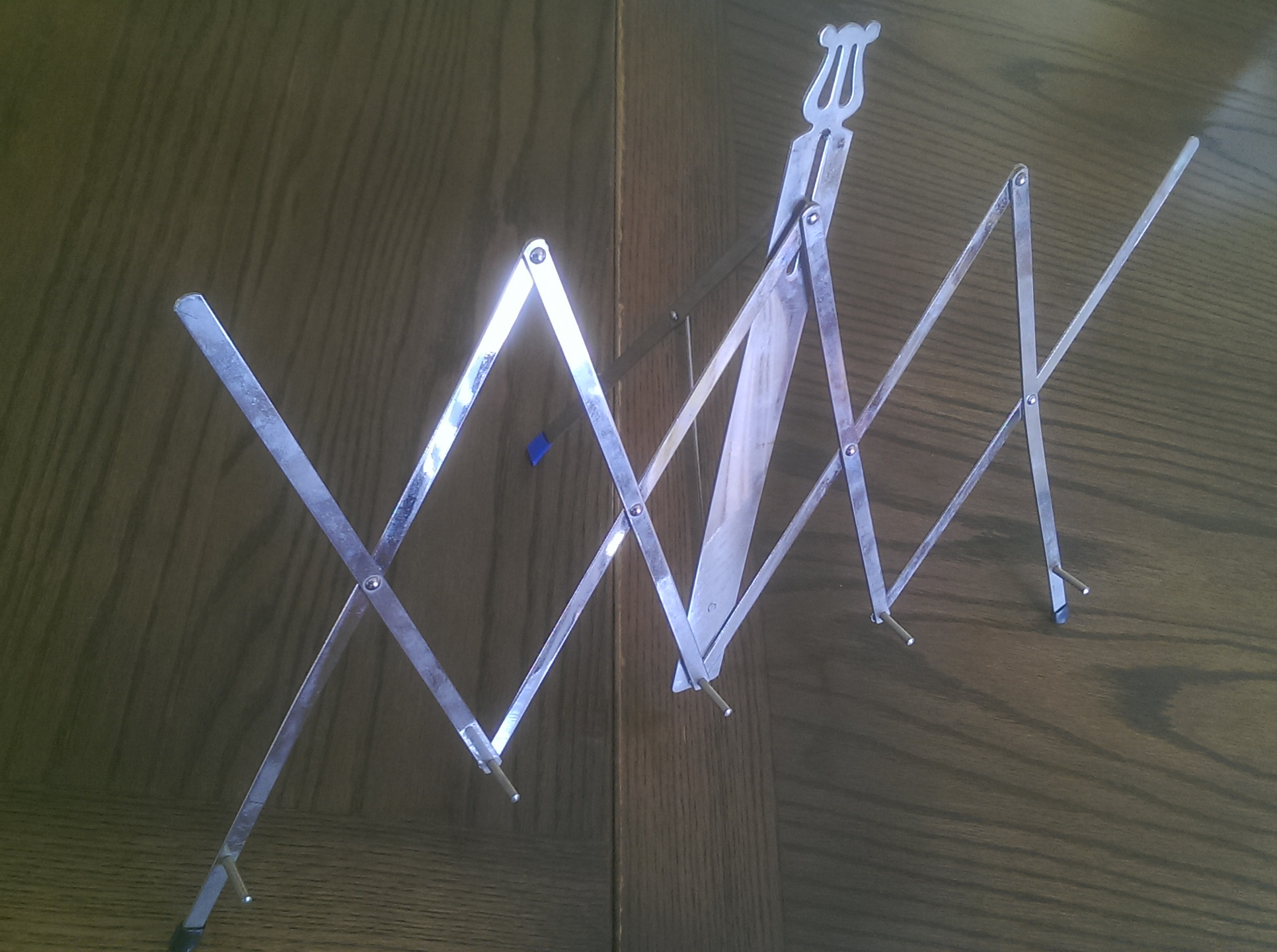
Tischnotenständer auseinandergezogen

Es gibt aber auch klappbare Tischnotenständer, die nur aus dem Ablageteil bestehen und direkt auf eine Fläche gestellt werden können. Dies ist bei beengten räumlichen Verhältnissen eine praktische Platzersparnis.
Eine recht neue Erscheinung sind sog. digitale Notenständer. Dabei handelt es sich i. d. R. um das Stativ eines herkömmlichen Notenpultes, das statt der klappbaren Notenablage einen, ggf. drehbaren, Tablet-Adapter trägt.

Vorteile gegenüber einem herkömmlichen Notenpult ergeben sich aus der elektronischen Speicherung und Darstellung der Noten, welche die Mobilität erleichtert; denn selbst eine große Anzahl an digitalen Noten kann so mitgeführt werden. Im Orchester oder auf der Bühne lassen sich Noten schnell mit anderen Musikern synchronisieren. Das Umblättern der Seiten kann mittels Touchscreen oder Pedal (Vor/Zurück) erfolgen. Optional können ein Metronom oder eine Audioausgabe integriert sein.
Bei falscher Handhabung des Klappmechanismus werden nicht selten die Metallstreben verbogen, weshalb sich die Einhaltung einer festgelegten Reihenfolge empfiehlt.

## Orchester
Im Orchester hat jeder Bläser und Schlagwerker ein eigenes Pult, auf dem seine individuelle Stimme liegt. Die Streicher, bei denen in jeder Gruppe mehrere Musiker das Gleiche spielen, teilen sich normalerweise zu zweit ein Pult. Das hat auch den Vorteil, dass beim Wenden der Noten nicht alle Musiker absetzen müssen. Üblicherweise spielt hierbei der außen (Richtung Bühnenrand) Sitzende weiter, und der innere Spieler blättert um.
Das Wort Pult in Partituren bezeichnet also zwei Spieler. „Nur ein Pult“ ist meistens gleichbedeutend mit „erstes Pult“, meint also die Stimmführer oder Konzertmeister.
Moderne Orchesterpulte sind meistens mit einer Pultleuchte ausgestattet, die die Noten beleuchtet, ohne in andere Richtungen zu strahlen, was im dunklen Orchestergraben eines Opernhauses besonders wichtig ist, um nicht vom Bühnengeschehen abzulenken. Außerdem ist am Bein oft eine Pultablage befestigt, ein kleines Brett, auf dem der Musiker Bleistifte oder Zubehör wie Dämpfer oder Rohrblätter ablegen kann.
Als Notenablage beim Spielen im Marschieren werden üblicherweise Marschgabeln verwendet.